# Antoni (Karżawin)
Antoni, imię świeckie Aleksandr Nikołajewicz Karżawin (ur. 3 maja?/15 maja 1858 w guberni wołogodzkiej, zm. 3 marca?/16 marca 1914) – rosyjski biskup prawosławny.

## Życiorys
Był synem radcy stanu. Ukończył gimnazjum w Wołogdzie, następnie uzyskał wyższe wykształcenie teologiczne w Moskiewskiej Akademii Duchownej. W 1880, po uzyskaniu dyplomu kandydata nauk teologicznych, został zatrudniony w seminarium duchownym w Tambowie jako wykładowca teologii dogmatycznej i moralnej. Wykładał także języki łaciński, hebrajski i francuski. W 1888 obronił dysertację magisterską w dziedzinie teologii. 10 lipca 1888 złożył wieczyste śluby mnisze z imieniem Antoni, 15 lipca został wyświęcony na hierodiakona, zaś 17 lipca - na hieromnicha. We wrześniu tego samego roku został archimandrytą i inspektorem Moskiewskiej Akademii Duchownej. W 1891 przeniesiony na stanowisko rektora Wifańskiego Seminarium Duchownego.
14 września 1895 przyjął chirotonię biskupią i tytuł biskupa wielkoustiuskiego, wikariusza eparchii wołogodzkiej. Jako konsekratorzy w obrzędzie udział wzięli metropolita petersburski i ładoski Palladiusz, arcybiskup fiński i wyborski Antoni, arcybiskup chersoński Justyn, biskup Herman, biskup Aleutów Mikołaj oraz biskup jelizawietgradzki Tichon. W 1897 został przeniesiony na katedrę tobolską i syberyjską. W 1910 został arcybiskupem twerskim. Jego przeniesienie z eparchii tobolskiej miało związek ze zdemaskowaniem Grigorija Rasputina jako fałszywego mnicha i chłysta.
Zmarł w 1914 po kilkuletniej chorobie.